# AirQuarius Aviation
AirQuarius Aviation es una aerolínea charter con base en Johannesburgo, Sudáfrica. Efectúa vuelos chárter y alquiler de aviones. Opera para compañías de África y Oriente Medio. Su principal base de operaciones es el Aeropuerto de Lanseria, Johannesburgo, y como aeropuerto secundario el Aeropuerto Internacional de Ciudad del Cabo.

## Historia
La aerolínea fue fundada y comenzó a operar en 1999, es propiedad de Gavin Branson y tiene 120 empleados.

## Flota
La flota de AirQuarius Aviation incluye los siguientes aviones (a 1 de diciembre de 2010):
- 4 Fokker F28 Mk4000 (un avión opera para SkyLink Arabia y otro para Rovos Air)
- 1 Boeing 737-200[4]

Tiene los aviones ZS-XGV, ZS-XGW, ZS-XGX, ZS-DRF, ZS-JES, ZS-IJN, ZS-JAV. 
ZS-XGW y ZS-DRF alquilados a Royal Jordanian y efectúan vuelos a Irak desde marzo de 2003. El ZS-JES y el ZS-JAS operan actualmente como SA Express y efectúan vuelos de cabotaje de pasajeros dentro de Sudáfrica. El ZS-IJN efectúa vuelos para Interair y opera rutas entre Sudáfrica y el Congo. El ZS-JAV está parado a la espera de ser contratado.